# Ярошенко, Виктор Исидорович
Ви́ктор Исидо́рович Яроше́нко (23 марта 1909, Муравьёв-Амурский, Иманский уезд, Приморская область, Российская империя — 1992, Москва, Россия) — передовик советской радиопромышленности, начальник отдела НИИ-10 Государственного комитета по радиоэлектронике СССР, город Москва, Герой Социалистического Труда (1963).

## Биография
Родился 23 марта 1909 года на станции Муравьёв-Амурский (ныне Лазо) в Дальнереченском районе Приморского края.
С 1932 по 1933 годы трудился техником в Центральной радиолаборатории в городе Ленинграде (ныне — Санкт-Петербург). С 1934 по 1936 годы выполнял обязанности старшего техника на заводе имени Козицкого в Ленинграде. В 1936 году получил высшее образование завершив обучение в Ленинградском электротехническом институте имени В. И. Ульянова (Ленина).
В 1936 году стал работать во Всесоюзном государственном институте телемеханики и связи — НИИ-10 — Морском научно-исследовательском институте радиоэлектроники (МНИИРЭ «Альтаир») в Москве. Работал в должности инженера, старшего инженера, ведущего инженера, главного конструктора разработки, заместителя начальника лаборатории, заместителя начальника отдела, начальника отдела.
Был главным конструктором первой отечественной морской РЛС сопровождения воздушных целей дециметрового диапазона «Юпитер-1», предназначенной для управления зенитными артустановками. Являлся ведущим разработчиком антенных систем РЛС сопровождения воздушных и надводных целей «Редан-1», «Редан-2», РЛС обнаружения и целеуказания «Риф», «Риф-А», «Фут-Н». С его непосредственным участием было проведено вооружение кораблей Военно-морского флота современными зенитными ракетными комплексами: «Волна», «Шторм», «Штиль», «Клинок», С-300Ф.
За большие заслуги в деле создания и производства новых типов ракетного вооружения, а также атомных подводных лодок и надводных кораблей, оснащенных этим оружием, и перевооружения кораблей Военно-Морского Флота, Указом Президиума Верховного Совета СССР от 28 апреля 1963 года (под грифом — не подлежит опубликованию) Виктору Исидоровичу Ярошенко было присвоено звание Героя Социалистического Труда с вручением ордена Ленина и золотой медали «Серп и Молот».
Продолжал работать в НИИ , трудился в должности главного конструктора разработки, затем стал работать начальником отделения, а потом ведущим конструктором в МНИИРЭ «Альтаир». Является автором более 20 научных трудов, владеет 8 авторскими свидетельствами на изобретения.
В 1987 году вышел на заслуженный отдых.
Проживал в Москве. Умер в 1992 году.

## Награды и премии
- Герой Социалистического Труда (28.04.1963)
- орден Ленина (28.04.1963)
- орден Октябрьской Революции (1977)
- другие медали.
- Сталинская премия третьей степени (1949) — за разработку нового типа радиостанции